# Discografia de Sofía Reyes
A discografia de Sofía Reyes, uma cantora mexicana, consiste um álbum de estúdio, seis singles e 9 videoclipes lançados desde o início de sua carreira.

## Álbuns

#### Álbuns de estúdio
| Título  | Detalhes do álbum                                                                                      | Melhores posições | Melhores posições | Melhores posições | Vendas      |
| Título  | Detalhes do álbum                                                                                      | US Heat           | US Latin          | US Latin Pop      | Vendas      |
| ------- | --- | ----------------- | ----------------- | ----------------- | ----------- |
| Louder! | - Lançamento: 3 de fevereiro de 2017 - Gravadora: Warner Music Latina - Formatos: CD, download digital | 13                | 23                | 8                 | - US: 1,000 |

### Singles

#### Como artista principal
| Título                                                                         | Ano  | Melhores posições | Melhores posições | Melhores posições | Melhores posições | Melhores posições | Melhores posições | Melhores posições | Melhores posições | Melhores posições | Melhores posições | Certificações                                                                                            | Álbum      |
| Título                                                                         | Ano  | MEX               | ARG               | AUT               | COL               | NLD               | SPA               | SWE Heat.         | SWI               | US Latin          | US Latin Pop      | Certificações                                                                                            | Álbum      |
| ------------------------------------------------------------------------------ | ---- | ----------------- | ----------------- | ----------------- | ----------------- | ----------------- | ----------------- | ----------------- | ----------------- | ----------------- | ----------------- | --- | ---------- |
| «Muévelo» (com Wisin)                                                          | 2014 | 18                | —                 | —                 | —                 | —                 | 13                | —                 | —                 | 25                | 18                | - PROMUSICAE: Platino                                                                                    | Louder!    |
| «Conmigo (Rest of Your Life)»                                                  | 2015 | 20                | —                 | —                 | —                 | —                 | 49                | —                 | —                 | —                 | 31                | | Louder!    |
| «Solo yo» / «Nobody But Me» (com Prince Royce)                                 | 2016 | 32                | —                 | —                 | —                 | —                 | —                 | —                 | —                 | 35                | 1                 | | Louder!    |
| «Llegaste tú» (com Reykon)                                                     | 2016 | 16                | —                 | —                 | —                 | —                 | —                 | —                 | —                 | —                 | 19                | | Louder!    |
| «1, 2, 3» (com Jason Derulo e De La Ghetto)                                    | 2018 | 3                 | 2                 | 32                | 27                | 95                | 5                 | 2                 | 63                | 24                | 17                | - AMPROFON: Gold - ASINCOL: Platino - CAPIF: Platino - PROMUSICAE: 2× Platino - RIAA: 2× Platino (Latin) | A Anunciar |
| «Vamos por la estrella» (com Paty Cantú e Kap G)                               | 2018 | —                 | —                 | —                 | —                 | —                 | —                 | —                 | —                 | —                 | 24                | | A Anunciar |
| "—" indica que o single não foi lançado ou não ss posicionou neste territorio. |      |                   |                   |                   |                   |                   |                   |                   |                   |                   |                   | |            |

#### Como artista convidado
| «How to Love» (Cash Cash com Sofía Reyes)                                      | 2016 | 16 | Blood, Sweat and 3 Years |
| «Diggy» (Spencer Ludwig junto de Sofía Reyes)                                  | 2016 | —  | Sem álbum                |
| «Tell Me» (AXSHN com Sofía Reyes)                                              | 2017 | —  | Sem álbum                |
| «Bittersweet» (Yellow Claw com Sofía Reyes)                                    | 2018 | —  | New Blood                |
| «Never Let You Go» (Slushii com Sofía Reyes)                                   | 2019 | —  | Never Let You Go         |
| "—" indica que o single não foi lançado ou não ss posicionou neste territorio. |      |    |                          |

### Singles Promocionais
| Título                                                          | Ano  | Álbum     |
| --------------------------------------------------------------- | ---- | --------- |
| «Now Forever» (junto a Khleo Thomas)                            | 2013 | Sem álbum |
| «So Beautiful (A Place Called Home)»                            | 2013 | Sem álbum |
| «Louder! (Love Is Loud)» (com Francesco Yates e Spencer Ludwig) | 2016 | Louder!   |